# Candray
Se denomina candray a una embarcación pequeña de dos proas que se usa en el tráfico de algunos puertos. 
El candray lleva dos velas místicas y cuatro o seis remos. Muy a menudo, suele distinguírsela con la denominación de candray de playa.